# Mass Effect
Mass Effect é uma série de jogos eletrônicos de tiro em terceira pessoa e ficção científica desenvolvida pela BioWare e originalmente publicada pela Xbox Game Studios e logo depois pela Electronic Arts, Inicialmente lançados para Xbox 360 e Windows PC, o terceiro jogo da franquia também recebeu uma versão para PS3 e Wii U. Seu quarto título foi lançado em março de 2017 para Xbox One, PlayStation 4 e Microsoft Windows. 
A trilogia original gira em torno do soldado Comandante Shepard e sua missão de salvar a Via Láctea de uma raça de seres mecânicos conhecida como Reapers e seus seguidores. No primeiro jogo, lançado em 2007, Shepard, enquanto investiga o agente Saren Arterius, descobre que ele está secretamente trabalhando para o reaper Sovereign, que a cada 50.000 anos extermina todas as formas de vida inteligente da galáxia e agora usava Saren para auxiliar no retorno dos reapers, dando continuidade ao ciclo. O segundo jogo se passa dois anos depois e mostra o conflito entre Shepard e os Collectors, raça alienígena até então considerada uma lenda que começa a abduzir colônias humanas inteiras como parte de um misterioso plano de apoio à volta dos reapers. No terceiro e último jogo, diante da enfim chegada dos reapers, Shepard foca em unir as raças inteligentes da galáxia a fim de juntar forças para a batalha final e pôr um fim ao ciclo de extermínio que já dura milhões de anos. Em 2017 foi lançado o quarto título da série, Mass Effect: Andromeda. Independente da trilogia original, o jogo se passa 600 anos no futuro na galáxia de Andrômeda onde o novo protagonista, Ryder, guia a humanidade na missão de colonizar a nova galáxia.
Desde o começo, a série tem sido um grande sucesso de crítica e vendas. A trilogia original, considerada uma das melhores franquias de jogos da história, é aclamada pela qualidade da história, personagens, dublagem, escolhas, e a profundidade da galáxia. O website especializado em videogames GamesRadar considera Mass Effect a melhor nova franquia de sua geração, citando sua galáxia tão bem construída e detalhada que faz parecer que a série tem décadas de idade. Mass Effect 2 foi apontado como o quarto melhor RPG de todos os tempos pela revista Game Informer e, em 2020, o terceiro melhor dos últimos 15 anos pela IGN. Em 2018, os quatro jogos da série já tinham vendido o total de 16,5 milhões cópias.

## Jogos
A série foi lançada já como uma trilogia planejada, sendo que cada jogo continua cronologicamente o outro, em ordem. O segundo jogo da foi lançado em janeiro de 2010. A série Mass Effect combina elementos ficção científica, ação e RPG, sendo jogos de Third-Person Shooter. O protagonista pode fazer as missões com até dois membros do esquadrão, controlados pela IA. Até dezembro de 2010 a série inteira já tinha vendido quase 7 milhões de unidades.

### Série principal
- Mass Effect (2007): o primeiro jogo da série foi originalmente criado como um título exclusivo para Xbox 360, mas foi portado para Microsoft Windows pela Demiurge Studios. O jogo foca no protagonista, Commander Shepard, e sua missão: fazer o 'Spectre' Saren Arterius parar de liderar o exército dos Geth à conquista da galáxia. Durante a perseguição à Saren, Shepard descobre um problema muito maior, que são os Reapers. Saren, na verdade, foi mentalmente escravizado por 'Sovereign', um reaper mandado para a Citadel para iniciar o expurgo de todas as vidas de uma galáxia, um cíclo repetido pelos Reapers a cada 50.000 anos. Mass Effect foi recebido positivamente pela crítica, e conseguiu uma vasta gama de fãs.

- Mass Effect 2 (2010): o segundo jogo da série principal foi lançado no dia 26 de janeiro de 2010 na América do Norte e no dia 29 de janeiro na Europa.[10] As informações sobre esse jogo foram mantidas em segredo antes do lançamento, com apenas um pronunciamento de Casey Hudson, o Diretor da BioWare, dizendo que "os jogadores devem manter seus jogos salvos, pois decisões tomadas pelo jogador no primeiro game influenciarão o personagem na sequência."[11].[12] O jogo se passa dois anos após os eventos de Mass Effect. Colonizações humanas estão sendo atacadas, e estão desaparecendo sem mais nem menos. O protagonista do jogo, Commander Shepard, é forçado a aliar-se com uma organização militar pró-humanitária extremista chamada Cerberus, numa tentativa de descobrir a causa dos ataques. Evidências apontam para os 'Collectors', uma avançada e enigmática raça de humanóides parecidos com insetos. Piorando a situação, há a revelação de que os Collectors estão trabalhando para os Reapers. Shepard entra numa missão suicida para matar os Collectors, acompanhado por um time de soldados, assassinos, mercenários e especialistas, reunido por ele mesmo, na tentativa de criar o melhor grupo o possível.  Mass Effect 2 foi bastante aclamado pela crítica desde o seu lançamento, por causa da sua história, personagens, dublagem e combate mais fluido e refinado que o primeiro título da série.[4] No Gamescom 2010, foi anunciado que o jogo teria uma versão melhorada para Playstation 3.

- Mass Effect 3 (2012): o terceiro e último jogo da trilogia, foi divulgado que Mass Effect 3 será lançado no primeiro trimestre de 2012. Casey Hudson comentou que Mass Effect 3 "será mais fácil [para desenvolver], pois a equipe não precisará se preocupar com uma sequência", referindo-se que a história terá um final realmente fechado.[13] As decisões serão importadas do save game de Mass Effect 2.[14] No capítulo final da trilogia, os Reapers voltaram e começaram a expurgar a galáxia, atacando o planeta natal dos humanos, a Terra. Correndo contra o tempo, Commander Shepard precisa reunir todas as raças avançadas da galáxia para fazer uma luta final, não apenas para salvar a Terra, mas também para acabar com esse cíclo, que tem sido continuado por milhões de anos. Casey Hudson disse numa entrevista no Consumer Electronics Show que Mass Effect 3 completará a história de Commander Shepard, e colocará mais ou menos 1000 finais variáveis, dependendo das decisões de Mass Effect e Mass Effect 2. O primeiro trailer oficial foi divulgado no dia 11 de dezembro, durante o Video Game Awards.[15]

### Spin-offs
- Mass Effect Galaxy (2009): essa é a história por trás dos panos de Mass Effect e Mass Effect 2, lançado exclusivamente para iOS. A história foca em dois personagens que são membros do grupo de Shepard, em Mass Effect 2: Jacob Taylor e Miranda Lawson.

## Outras mídias

### Livros
- Mass Effect: Revelation (2007) (por Drew Karpyshyn): o primeiro romance (livro) baseado em Mass Effect, o enredo é gerado em torno do tenente David Anderson, e conta a história de como ele conheceu Saren. O livro expande o universo de Mass Effect e revela em detalhes de como Anderson falhou ao tentar se tornar o primeiro Spectre humano.

- Mass Effect: Ascension (2008) (por Drew Karpyshyn): o segundo romance baseado em Mass Effect, o enredo é gerado em torno do protagonista Paul Grayson, um membro da Cerberus, que está encarregado de criar uma menina biótica chamada Gillian. Ocorre aproximadamente dois meses depois dos eventos finais do primeiro jogo.[16]

- Mass Effect: Retribution (2010) (por Drew Karpyshyn): terceiro romance baseado em Mass Effect, lançado pela BioWare no dia 27 de julho de 2010.[17][18]

- Mass Effect: Deception (2012) (por William C. Dietz)

#### Mass Effect: Andromeda
- Mass Effect: Nexus Uprising (2017) (por Jason M. Hough e K. C. Alexander)
- Mass Effect: Initiation (2017) (por N. K. Jemisin e Mac Walter)
- Mass Effect: Annihilation (2018) (por Catherynne M. Valente)

### Livros artísticos
- Art of Mass Effect (2007), mostra os esboços de design e a arte conceitual que foi criada para o jogo original de Mass Effect.
- The Art of the Mass Effect Universe (2012), inclui arte, esboços e pinturas para toda a trilogia, incluindo várias peças originalmente publicadas no primeiro livro.

### Quadrinhos
- Mass Effect: Redemption é uma mini-série de HQs de quatro partes, lançada entre janeiro e abril de 2010. A história, que é gerada em torno de Liara T'Soni, ocorre no tempo em que Shepard estava sendo revivido, em Mass Effect 2, e é relacionado com o DLC "Lair of the Shadow Broker", que foi lançado para o jogo.[19]

- Mass Effect: Incursion é um mini-HQ de oito páginas que mostra o encontro de Aria T'Loak com os Collectors, uma semana antes dos eventos iniciais de Mass Effect 2. Os eventos de Incursion são relacionados com os de Redemption. Foi lançado no dia 21 de Junho, na IGN.[20]

- Mass Effect: Inquisition é um mini-HQ de 8 páginas lançado no dia 25 de outubro de 2010.[21] Ocorre depois dos eventos finais de Mass Effect 2, o enredo gira em torno de Captain Bailer e sua investigação sobre Executor Pallin, e alegações de corrupção com C-Sec.

- Mass Effect: Evolution é uma mini-série de HQs de quatro partes. A primeira delas foi lançada em janeiro de 2011. A história foca na origem de Illusive Man e ocorrerá durante a First Contact War, um pouco depois do descobrimento dos Mass Relays.[22]